# Omothymus
Omothymus é um gênero de aranhas da família Theraphosidae encontrada na Malásia, Indonésia e Singapura.

## Descrição
Este gênero pode ser distinguido de outros graças aos seus órgãos reprodutivos. Eles podem ser distinguidos do Phormingochilus pelo ápice pontiagudo do seu êmbolo [en]. Eles também podem ser distinguidos pelo comprimento da primeira e quarta perna, e por sua distribuição, sendo encontrados na Malásia, Singapura e Sumatra, e na Indonésia.

## Espécies
Desde julho de 2022, o World Spider Catalog aceitou as seguintes espécies:
- Omothymus fuchsi Strand, 1906 - Indonésia
- Omothymus rafni Gabriel & Sherwood, 2019 - Indonésia
- Omothymus schioedtei Thorell, 1891 (espécie tipo) - Malásia
- Omothymus violaceopes Abraham, 1924 - Malásia e Singapura

### Em sinonímia
Omothymus thorelli Simon, 1901 = Omothymus schioedtei Thorell, 1891